# Ernesto Guevara Lynch
Pour les articles homonymes, voir Guevara et Lynch.
 (mai 2025).
Si vous disposez d'ouvrages ou d'articles de référence ou si vous connaissez des sites web de qualité traitant du thème abordé ici, merci de compléter l'article en donnant les références utiles à sa vérifiabilité et en les liant à la section « Notes et références ».
 (mai 2025).
La mise en forme du texte ne suit pas les recommandations de Wikipédia : il faut le « wikifier ».
Les points d'amélioration suivants sont les cas les plus fréquents. Le détail des points à revoir est peut-être précisé sur la page de discussion.
- Les titres sont pré-formatés par le logiciel. Ils ne sont ni en capitales, ni en gras.
- Le texte ne doit pas être écrit en capitales (les noms de famille non plus), ni en gras, ni en italique, ni en « petit »…
- Le gras n'est utilisé que pour surligner le titre de l'article dans l'introduction, une seule fois.
- L'italique est rarement utilisé : mots en langue étrangère, titres d'œuvres, noms de bateaux, etc.
- Les citations ne sont pas en italique mais en corps de texte normal. Elles sont entourées par des guillemets français : « et ».
- Les listes à puces sont à éviter, des paragraphes rédigés étant largement préférés. Les tableaux sont à réserver à la présentation de données structurées (résultats, etc.).
- Les appels de note de bas de page (petits chiffres en exposant, introduits par l'outil «  Source ») sont à placer entre la fin de phrase et le point final[comme ça].
- Les liens internes (vers d'autres articles de Wikipédia) sont à choisir avec parcimonie. Créez des liens vers des articles approfondissant le sujet. Les termes génériques sans rapport avec le sujet sont à éviter, ainsi que les répétitions de liens vers un même terme.
- Les liens externes sont à placer uniquement dans une section « Liens externes », à la fin de l'article. Ces liens sont à choisir avec parcimonie suivant les règles définies. Si un lien sert de source à l'article, son insertion dans le texte est à faire par les notes de bas de page.
- La présentation des références doit suivre les conventions bibliographiques. Il est recommandé d'utiliser les modèles {{Ouvrage}}, {{Chapitre}}, {{Article}}, {{Lien web}} et/ou {{Bibliographie}}. Le mode d'édition visuel peut mettre en forme automatiquement les références.
- Insérer une infobox (cadre d'informations à droite) n'est pas obligatoire pour parachever la mise en page.

Pour une aide détaillée, merci de consulter Aide:Wikification.
Si vous pensez que ces points ont été résolus, vous pouvez retirer ce bandeau et améliorer la mise en forme d'un autre article.
Ernesto Rafael Guevara Lynch, né à Buenos Aires le 11 février 1900 et mort le 1er avril 1987, père d'Ernesto Che Guevara, était un chef d'entreprise argentin. Il écrivit par ailleurs une biographie de son fils le Che.

## Biographie
Ernesto Rafael Guevara appartenait à la classe aisée argentine. Son arrière-grand-père, Patricio Julián Lynch y Roo, y avait été considéré l'homme le plus riche d'Amérique du Sud. Guevara a ainsi pu mener une vie confortable grâce aux rentes qu'il obtenait de l'héritage reçu de ses parents.
Il a étudié l'architecture, mais a abandonné le métier lorsqu'il s'est marié avec Celia de la Serna (1906-1965). Certaines biographies lui attribuent indûment le titre d'ingénieur, et l'idéologie socialiste.
A la naissance de son fils, il venait d'acheter, avec une part de l'héritage de son épouse Celia, membre de la haute bourgeoisie, une importante plantation de yerba mate dans le Caraguatay, une zone rurale de la province de Misiones, dans la région de Monte-Carlo, à environ 200 km au nord de la capitale Posadas, sur la rivière Parana.
À cette époque les travailleurs des "yerbatales" (plantations de yerba mate), connus sous le nom de "mensúes", étaient soumis à un régime d'exploitation du travail proche de l'esclavage, comme le dépeint le roman La rivière obscure, d'Alfredo Varela, dont l'adaptation a donné lieu au film Le fleuve de sang, qui met en scène le travail dans les yerbatales de ces années-là. La propriété reçu le nom de La Misionera et son exploitation conduisit à l'installation d'un moulin yerbatero à Rosario,.
Guevara tirait aussi des revenus du chantier naval Rio de la Plata, propriété de plusieurs membres de sa famille, situé à San Fernando, Buenos Aires, jusqu'à ce qu'il fût incendié en 1930. Toutefois, ces affaires n'ont pas permis à la famille de prospérer suffisamment, et ils décidèrent de vendre le yerbatal, dans les années quarante, pour installer une société immobilière et acheter une maison à Buenos Aires. A Cordoba, Ernesto père établit avec un partenaire une entreprise de construction civile qui fit faillite en 1947.
En 1948, il a reçu un autre héritage important après la mort de sa mère, Ana Isabel Lynch Ortiz. Il s'est remarié et a eu trois fils. En 1985 il a écrit un livre intitulé Che Guevara, mon fils. Il est mort le 1er avril 1987.
Son frère Roberto Guevara Lynch est l'homme à qui beaucoup attribuent le tir reçu par le chanteur Carlos Gardel la nuit du 10 au 11 décembre 1915 à la sortie du Palais de Glace.